# Ronehamn
Ronehamn is een plaats in de gemeente, landschap en eiland Gotland en de provincie Gotlands län in Zweden. De plaats heeft 129 inwoners (2005) en een oppervlakte van 34 hectare.